# Phare de Slåtterøy
Le phare de Slåtterøy (en norvégien : Slåtterøy fyr)  est un feu côtier situé dans la commune de Bømlo, dans le sud-ouest du comté de Vestland (Norvège). Il est géré par l'administration côtière norvégienne (en norvégien : Kystverket).
Le phare est classé patrimoine culturel par le Riksantikvaren (en) depuis 1999 .

## Histoire
Le phare est situé à l'entrée ouest du Selbjørnsfjorden (en).
Le phare a été établi en 1859 et entièrement automatisé en 2003.
La propriété du site a ensuite été transférée au gouvernement municipal. Des nuitées sont disponibles, ainsi que des visites guidées. Le site est uniquement accessible par bateau depuis l'île voisine de Gisøy.

## Description
Le phare est une tour circulaire en fonte de 25 mètres de haut, avec galerie et lanterne rouge. Le phare est entièrement rouge avec une bande blanche en son milieu. Il émet, à une hauteur focale de 45,80 mètres, deux éclats blancs toutes les 30 secondes. Sa portée nominale est de 18,5 milles nautiques (environ 34 km). Il est l'un des plus lumineux de la côte norvégienne.
Il est équipé d'un radar Racon émettant la lettre T en code morse.
Identifiant : ARLHS : NOR-216 ; NF-1535 - Amirauté : B3752 - NGA : 3384.
|                      |
| Le phare (1890-1900) |

|          |
| Le phare |

|               |
| Plan du phare |

### Lien connexe
- Liste des phares de Norvège